# Millencourt
Millencourt (picardisch: Milincourt) ist eine nordfranzösische Gemeinde mit 203 Einwohnern (Stand 1. Januar 2022) im Département Somme in der Region Hauts-de-France. Die Gemeinde gehört zum Kanton Albert und ist Teil der Communauté de communes du Pays du Coquelicot.

## Geographie
Millencourt liegt auf den Höhen westlich des Flüsschens Ancre an der Départementsstraße D91, rund fünf Kilometer westlich von Albert. Im Süden erstreckt sich das Gemeindegebiet bis zur Départementsstraße D929 (frühere Route nationale 29).

## Geschichte
Der im Jahr 1086 als Milliuncurt genannte Ort, in der die Abtei Corbie Besitzungen hatte, erhielt als Auszeichnung das Croix de guerre 1914–1918. Im Ersten Weltkrieg wurden zahlreiche Häuser in der Gemeinde zerstört.

## Einwohnerentwicklung
| 1962 | 1968 | 1975 | 1982 | 1990 | 1999 | 2006 | 2010 |
| ---- | ---- | ---- | ---- | ---- | ---- | ---- | ---- |
| 161  | 172  | 199  | 207  | 196  | 217  | 225  | 236  |

## Verwaltung
Bürgermeister (maire) ist seit 2001 Thierry Sergeant.	

## Sehenswürdigkeiten
- Kirche Saint-Firmin
- Kriegerdenkmal
- Die als muche bezeichneten Souterrains.
- Australischer Soldatenfriedhof